# Le Réseau de Santini
Pour plus de détails, voir Fiche technique et Distribution.
Le Réseau de Santini (Santini's Netzwerk) est un documentaire musical du réalisateur allemand Georg Brintrup, tourné en 2014. Le film raconte des moments essentiels et significatifs de la vie et de l’œuvre de l’abbé Fortunato Santini (1777-1861) qui réussit, en cinquante ans, à réunir la bibliothèque musicale privée la plus complète du monde.

## Synopsis
Le vieil abbé Santini raconte à un jeune chapelain allemand sa vie et l’histoire de sa collection. Le chapelain avait déjà convaincu Santini de la vendre à l’évêque de Münster, en Westphalie.
La narration de Santini se présente en alternance avec des interventions du célèbre musicologue anglais   Edward Dent. Dent décrit la manière dont il a découvert la collection et les aléas de son existence pendant la période du nazisme-fascisme, de la guerre et quand, après, un « déluge » l’a diminuée.
Dans les deux niveaux narratifs s’intègrent des interventions d’historiographes et de musicologues contemporains (Markus Engelhardt, de l’Istituto Storico Germanico à Rome et Peter Schmitz, de l’Université de Münster). Mais avant tout, s’y intègrent des « plages musicales » d’œuvres plus ou moins connues de musique italienne et allemandes, exécutées par des musiciens des deux pays.

## Fiche technique

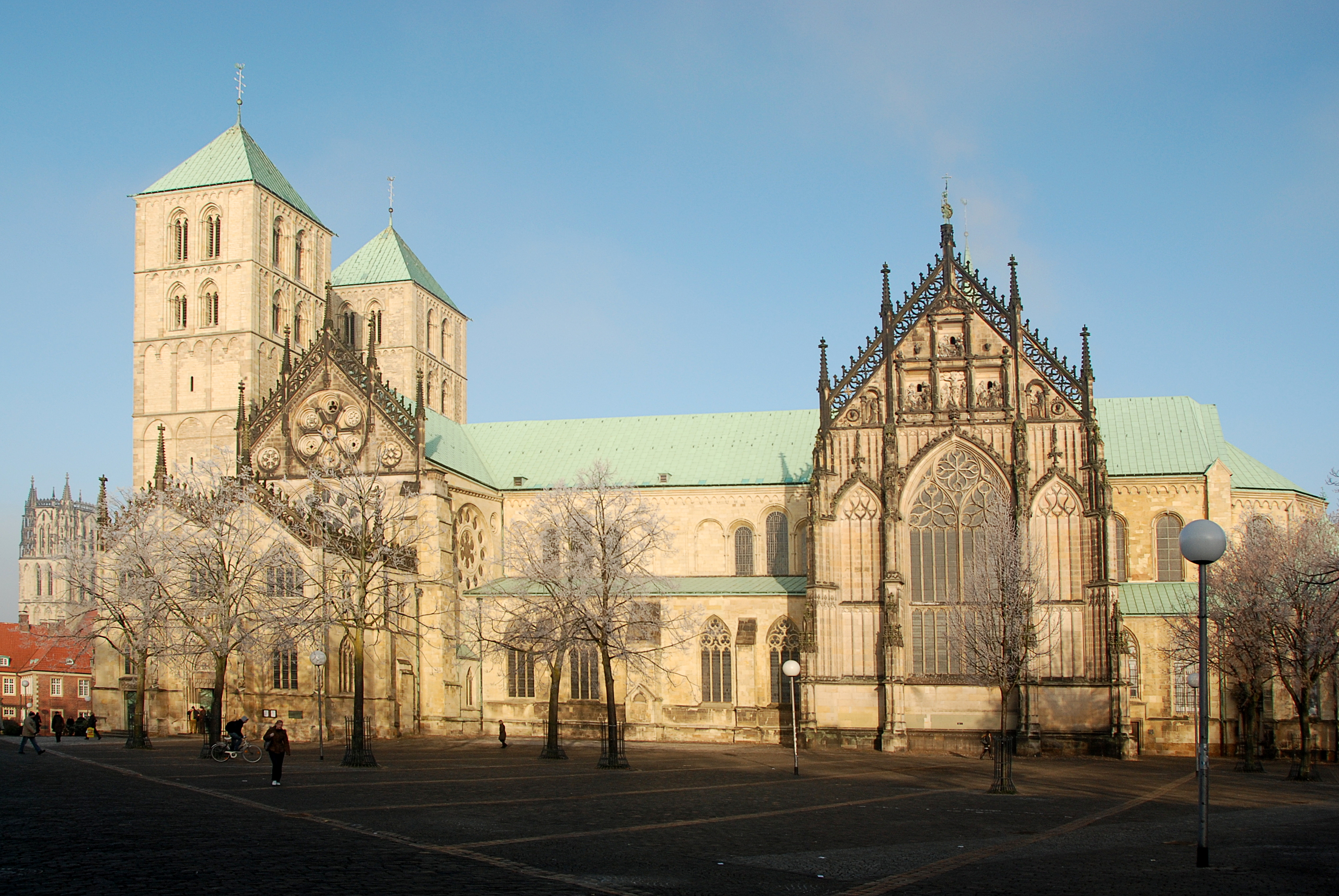
Cathédrale Saint-Paul de Münster

- Titre original : Santini’s Netzwerk
- Réalisation : Georg Brintrup
- Scénario : Georg Brintrup, Mario Di Desidero
- Photographie : Benny Hasenclever, Marco Leopardi, Diego D'Innocenzo, Dieter Fietzke, Alessandro Iafulla, Valerio Cesaroni
- Effets spéciaux : Michael Spengler
- Montage : Georg Brintrup
- Son et mixage audio: Francesco Sardella
- Costumes et scénographie : Raffaele Golino
- Musique : Divers auteurs
- Producteur exécutif : Wulf-Ernst Hoffer
- Sociétés de production : Lichtspiel Entertainment GmbH, Arte/ZDF
- Pays d'origine :  Allemagne,  Italie
- Dates de tournage : avril - septembre 2013
- Durée : 85 min
- Format : couleur - XDCAM - Stéreophonique
- Genre : Film musical
- Dates de sortie : Allemagne, 9 avril 2014

## Distribution
- Renato Scarpa : Fortunato Santini
- John Gayford : Edward Dent
- Maximilian Scheidt : Felix Mendelssohn
- Harald Redmer : Carl Friedrich Zelter
- Domenico Galasso : Giuseppe Baini
- Claudio Marchione : Giuseppe Jannacconi
- Pietro M. Beccatini : Carlo Odescalchi
- Antonio Giovannini : Mariano Astolfi
- Florian Steffens : Edward Dent jeune
- Emanuele Paragallo : Fortunato Santini jeune

## Autour du film
Fortunato Santini fut un prêtre qui vécut à Rome et qui consacra sa vie, en appliquant un effort continu, à rassembler des partitions musicales de tout ordre, aussi bien autographes que copiées. En réalité, le but premier de cette action cherchait à réunir un ensemble des partitions les plus anciennes existant à Rome, aussi bien dans des bibliothèques privées que dans celles des institutions ecclésiastiques, mais la recherche s’est rapidement étendue au reste de l’Italie et à l’étranger. Cela a été possible grâce au réseau de contacts que l’abbé a réussi à développer moyennant des échanges, des achats et des ventes. Nous lui devons la transmission et la conservation de nombreuses compositions musicales européenne jusqu’à nos jours.
La collection a atteint 20 000 titres, comprenant 4 500 manuscrits et 1 200 partitions imprimées, ce qui l’a fait devenir la bibliothèque musicale privée la plus riche de son temps.
Le film parcourt la vie de l’abbé en racontant comment il a fait cette prouesse, pratiquement seul, sans de grands moyens financiers et presque sans quitter Rome, son lieu de résidence.
Son secret était son habileté de négocier avec tous les musicologues dont il connaissait, au fur et à mesure, l’activité en ces moments. Ainsi, il a tressé les fils d’un tissu composé des interlocuteurs, entre lui et eux mais aussi entre eux-mêmes à Rome, Bologne, Venise, Paris, Bruxelles, et jusqu’à Oxford, Londres, Copenhague, Berlin, Munich, Aix-la-Chapelle, Moscou et Saint-Pétersbourg.
La musique choisie fait partie, dans sa totalité, de la collection des œuvres du réseau et inclut des partitions de Antonio Lotti, Tomas Luis de Victoria, Cristobal de Morales, Giacomo Carissimi, Francesco Durante, Giovanni Battista Martini, Palestrina, Graun, Händel et Bach, et aussi d’Alessandro Melani, Domenico et Alessandro Scarlatti, Francesco Durante et ses propres compositions.
Le film a apporté un encouragement au projet culturel italo-allemand La Via dell'Anima (Le Chemin de l’âme'), dont le but est de mettre en valeur (et faire connaître) l’immense patrimoine musical du réseau, à travers des concerts, offices liturgiques, films musicaux et enregistrements.

### Programme musical
Le « programme musical » du film est interprété par le « Ensemble Seicentonovecento di Roma » et la Chapelle musicale de l'église Santa Maria dell'Anima », dirigés par le maître Flavio Colusso et, côté allemand, par la « Capella Ludgeriana » de la cathédrale de Münster, dirigée par Andreas Bollendorf et Verena Schürmann.
| Numéro | Réalisateur               | Titre                                 |
| ------ | ------------------------- | ------------------------------------- |
| 1.     | Antonio Lotti             | Crucifixus                            |
| 2.     | Tomás Luis de Victoria    | Salve Regina                          |
| 3.     | Cristobal de Morales      | Lamentabatur Jacob                    |
| 4.     | Giacomo Carissimi         | Jephte, Plorate filii Israel          |
| 5.     | Antonio Caldara           | Kyrie aus der Missa Dolorosa          |
| 6.     | Francesco Durante         | Lamentationes Jeremiae Prophetae      |
| 7.     | Palestrina                | Kyrie aus der Missa Ut-Re-Mi-Fa-So-La |
| 8.     | Giovanni Battista Martini | Sonata g-moll für Orgel, Sarabanda    |
| 9.     | Palestrina                | Aleph III                             |
| 10.    | Carl Heinrich Graun       | Der Tod Jesu                          |
| 11.    | Georg Friedrich Haendel   | Non esce un guardo mai                |
| 12.    | Georg Friedrich Haendel   | La Resurrezione                       |
| 13.    | Alessandro Melani         | Magnificat                            |
| 14.    | Jean-Sébastien Bach       | Passio secundum Joannem               |
| 15.    | Fortunato Santini         | Te Deum a Due Cori                    |
| 16.    | Domenico Scarlatti        | Sonate en fa mineur, K. 519           |
| 17.    | Francesco Durante         | Requiem Lacrimosa                     |
| 18.    | Alessandro Scarlatti      | Agar et Ismaele esiliati, grave       |
| 19.    | Domenico Scarlatti        | Sonate en fa mineur, L.281/K.239      |
| 20.    | Georg Friedrich Haendel   | Israël en Égypte / A Thick Darkness   |
| 21.    | Fortunato Santini         | Sancte Paule Apostole                 |